# Seilspul-Technologie

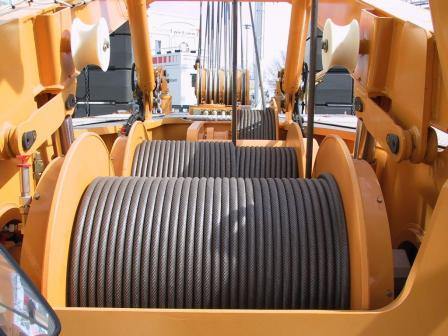
Seiltrommel mit Mehrlagen-Seilspulung

Seilspul-Technologie, insbesondere die Anwendung der Mehrlagen-Seilspulung, ist eine hochentwickelte mechanische Methode, Drahtseile in geordneter, exakter Geometrie auf einer Seiltrommel viellagig übereinander zu spulen.

## Geschichte
Der Ingenieur Frank L. LeBus aus Longview, Texas, erfand 1937 das Prinzip der gerillten Seiltrommeln für den Einsatz auf Ölförderanlagen. Mit einer Rillenform versehene Stahlsegmente wurden einfach auf vorhandene Stahlseiltrommeln aufgeschweißt oder aufgeschraubt.
Nach dem im Jahr 1950 patentierten Fertigungsverfahren durch die Lebus Inc. wird diese spezielle Rillung als Gattungs-Synonym auch als „Lebus-Rille“ bezeichnet.

## Einsatzbereiche

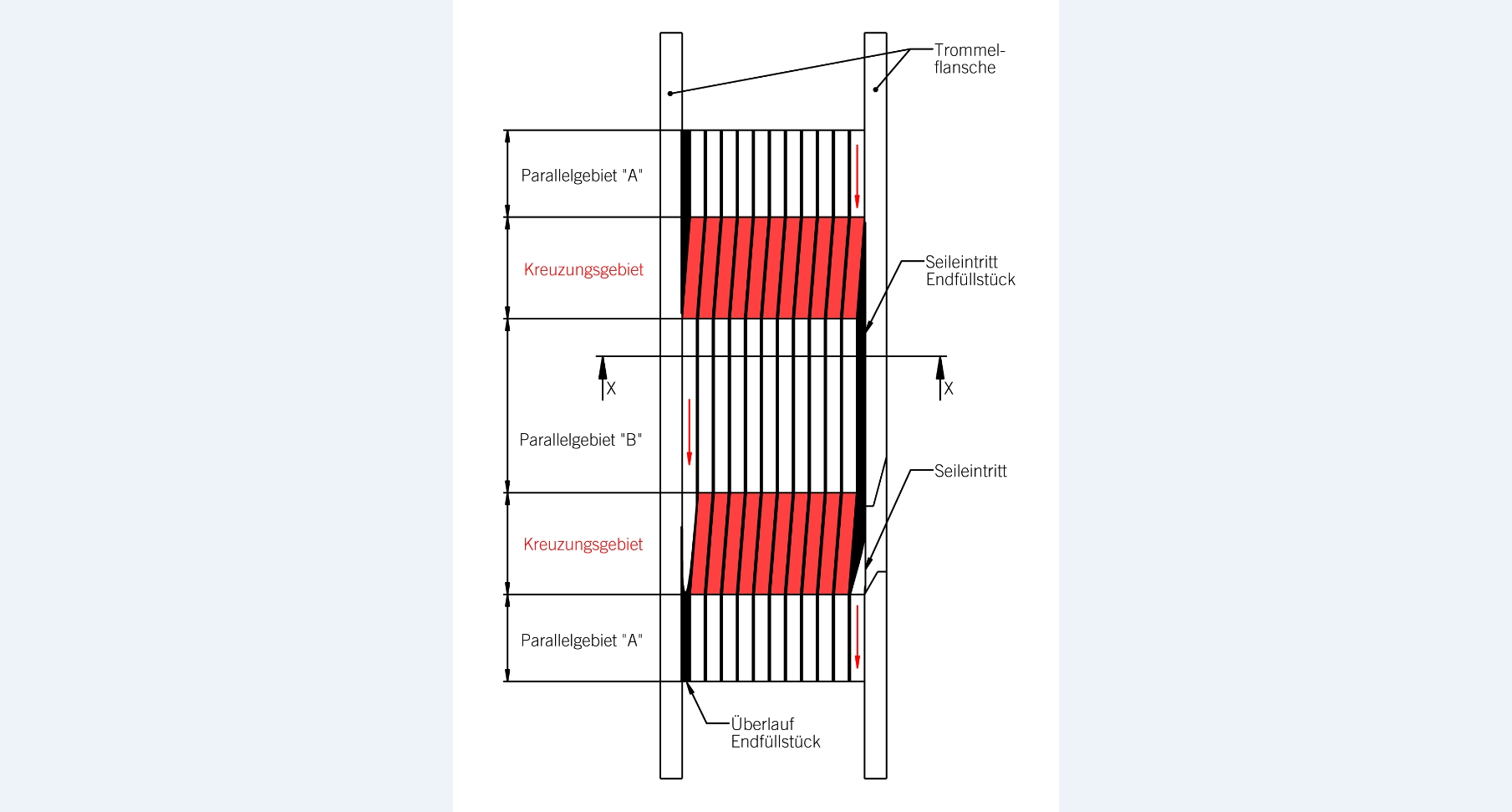
Prinzip Mehrlagen-Seilspulung Abb. 1

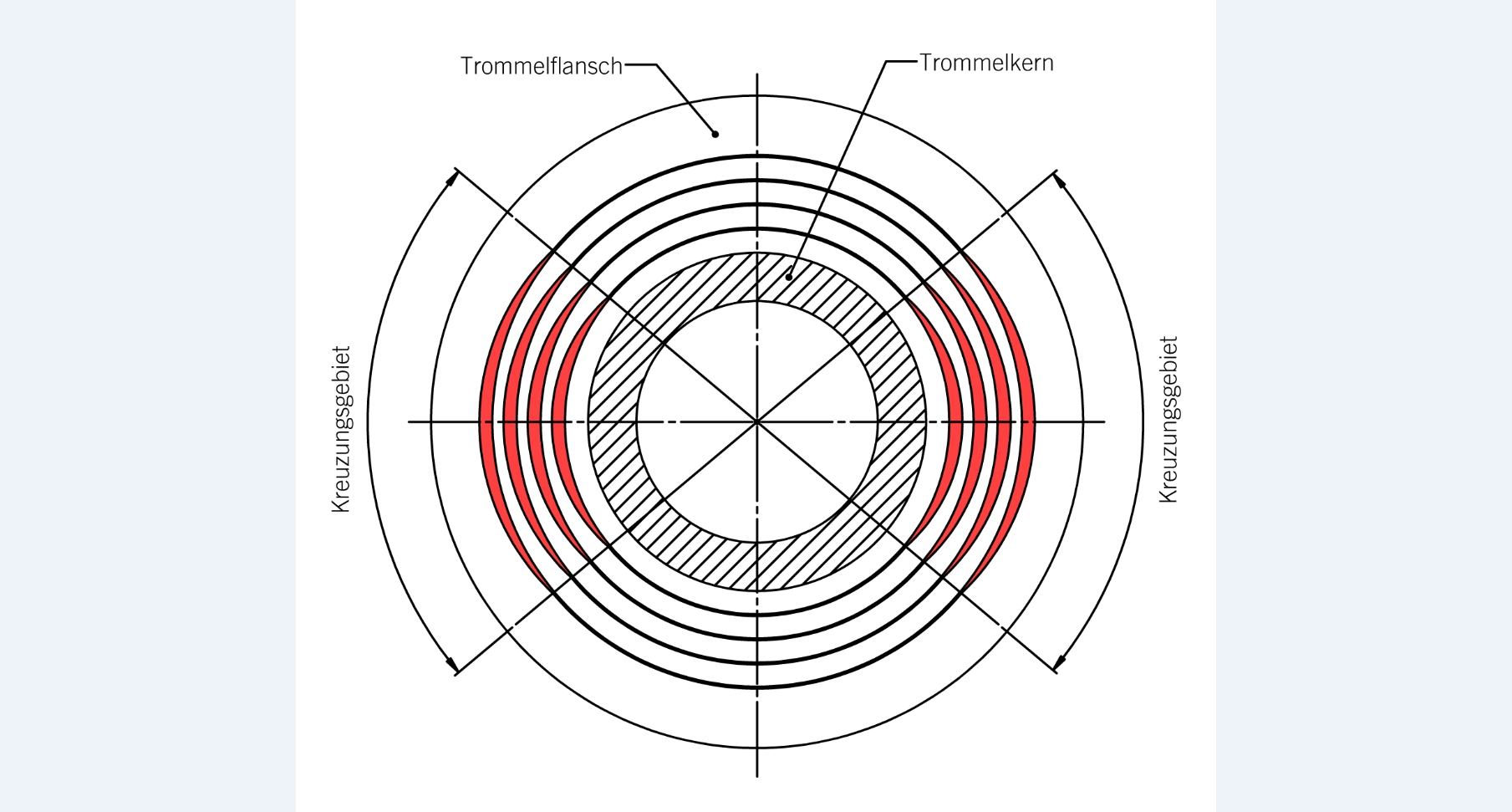
Prinzip Mehrlagen-Seilspulung Abb. 2

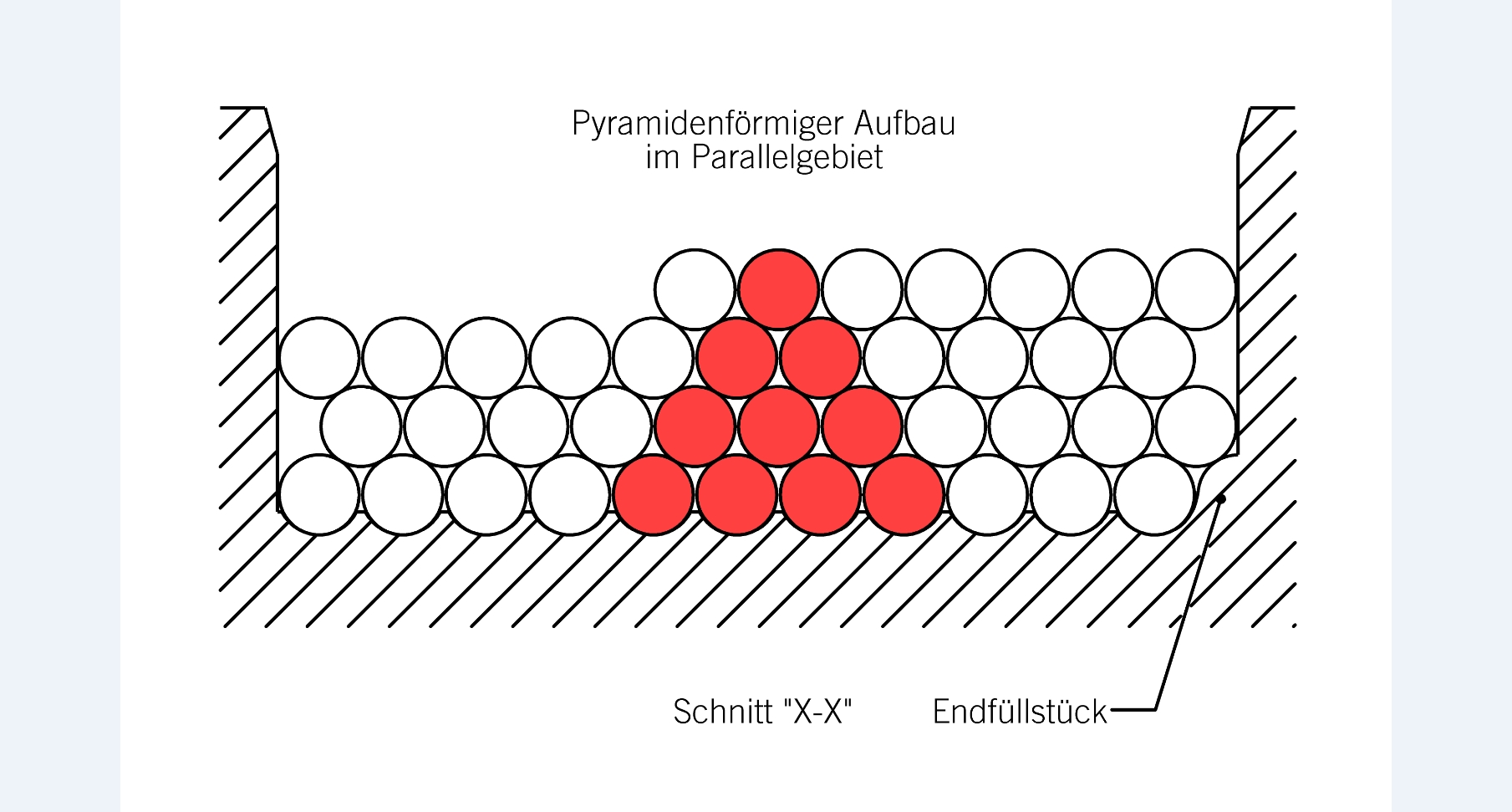
Mehrlagen-Seilspulung Abb. 3

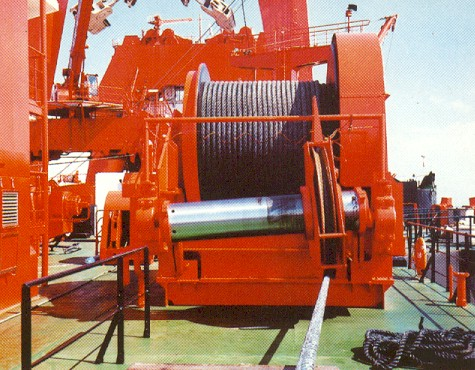
Seiltrommel mit Kompensator

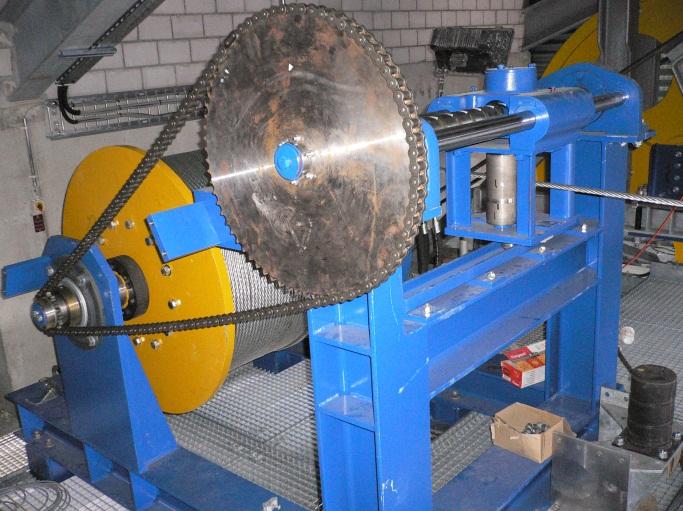
Seiltrommel mit Kreuzgewindespindel

Das Mehrlagen-Seilspulprinzip wurde seither kontinuierlich mit einigen Innovationen auf weitere Anwendungsbereiche zu übertragen, überall, wo Stahlseile in großen Längen schnell und reibungslos in mehreren aufeinanderliegenden Schichten (Lagen) gespult werden müssen, beispielsweise
- auf Kräne und Förderanlagen für die Bauindustrie
- für Schiffsbe- und -entladungen on- und offshore
- im Bergbau
- in der Ozeanografie
- bei Seilbahnen

Die Mehrlagentechnik mit paralleler Rillung auf der Seiltrommel ermöglicht es, Drahtseile in geordneter, exakter Geometrie viellagig übereinander zu spulen.
Das mehrlagige Spulen wird ermöglicht durch spezielle in den Trommelkörper gefräste Seilrillen, die parallel zur Außenbordscheibe verlaufen (Parallelgebiet). Die Endfüllstücke sichern den korrekten Übergang des Seiles von Lage zu Lage und damit die vorgesehene, exakte Spulgeometrie. (Abb. 1)
Zwei um je nach Einsatzzweck bzw. Anwendung ca. 120° bis 180° versetzte Kreuzungsgebiete gewährleisten die erforderliche Steigung pro Umdrehung der Trommel. (Abb. 2)
Der pyramidenförmige Seilaufbau im Parallelgebiet sorgt für ein konstantes und stabiles Spulbild von der ersten bis zur letzten Lage. (Abb. 3)

## Systemeigenschaften
Mit der Parallel-Rille wird der Seilverschleiß bei Mehrlagenspulung erheblich reduziert. Die Last wird optimal zwischen den einzelnen Lagen verteilt. Endfüllstücke sowie die parallele Rillung verhindern ein Einschneiden oder Quetschen des Seils. Daraus ergibt sich – in der Regel – Faktor 3 bis 5 für die Lebensfunktionsdauer des Stahlseils. Damit ermöglicht das System nahezu unbegrenzte Möglichkeiten zum Spulen von Drahtseilen, unabhängig vom Seildurchmesser, der Seillänge und der Seillast.
Das System ermöglicht durch viellagiges Spulen die Aufnahme beträchtlicher Seillängen auf relativ kleinen Trommel-Abmessungen. (Platzersparnis)
Kleinere Trommeln bedeuten weniger Materialeinsatz, Kosten und Gewicht.
Durch kontrolliertes Spulen wird das Risiko des Ausfalls der gesamten Anlage reduziert, und somit hohe Ausfallkosten verhindert.
Außerdem gewährleistet der kontrolliert ablaufende, weitgehend wartungsfreie Spulvorgang in hohem Maße die Sicherheit des Betriebspersonals.

## Lieferformen
Seiltrommeln mit dem Prinzip der Mehrlagen-Seilspulung durch die Parallel-Rille können entweder als komplette Trommeln in nahezu allen Durchmessern geliefert werden, oder auch als Halbschalen, die auf vorhandene Trommeln aufgeschweißt oder aufgeschraubt werden.
Diese Lösung bietet mehrfache Kostenvorteile, u. a.: Bei Erstausrüstung können die glatten Trommeln parallel gefertigt (Preis- und Lieferzeit-Vorteile) und bei späteren Änderung von Seildurchmessern kann die alte Trommel mit neuen Rillen wieder verwendet werden. Gleichzeitig können mit der Nachrüstung von Halbschalen-Seiltrommeln, die bisher ein- oder zweilagig genutzt wurden, mehrlagig betrieben werden.

## Zubehör
- Kreuzgewindespindel,
- Kompensator

Das Mehrlagen-Seilspulsystem kann bei zu großen Auflaufwinkeln zu der Seiltrommel durch eine Kreuzgewindespindel (mechanisch) oder einen Kompensator (automatisch) ergänzt werden. Bei ersterem führt ein Kettenrad-Antrieb ein in eine Welle endlos geschnittenes Kreuzgewinde das Seil über einen Rollenkasten oder eine Seilscheibe von Flansch zu Flansch.
Beim Kompensator wird eine auf einer Exzenterwelle gleitende Seilscheibe, initiiert durch den Seilzug, bogenförmige Bewegung entlang des Spulbereichs ausgeführt.